# Нилин, Павел Филиппович
Па́вел Фили́ппович Ни́лин (настоящая фамилия Данилин; 4 (17 января) 1908, Иркутск — 2 октября 1981, Москва) — русский советский писатель, сценарист и драматург, журналист. Лауреат Сталинской премии второй степени (1941).

## Биография
Родился в семье ссыльного поселенца Филиппа Семёновича Данилина и его жены Марии Александровны, у которых был ещё один сын, Семён. Образования Павел не получил, сын Нилина — Александр — предполагал, что отец вообще не ходил в школу, а грамоте был обучен своей матерью, воспитательницей в детском доме. Заболевание в детстве полиомиелитом привело к хромоте.
Служил в уголовном розыске в Тулуне под Иркутском. С 1924 сотрудничает в иркутской газете «Власть труда». С 1927 года работает журналистом. В 1928 Павел Нилин отправляется повидать «остальной» мир. В Самаре сотрудничает в «Средневолжской коммуне», на Донбассе, в Шахтах заведует отделом и пишет фельетоны в «Красном шахтёре». В 1929 году Нилин приезжает в Москву. Сначала сотрудничает в «Гудке», затем — в «Известиях», а с 1933 года — в журнале «Наши достижения». В 1936 году в журнале «Новый мир» опубликован его роман о шахтёрах Донбасса «Человек идёт в гору». Там же в 1937 году напечатаны первые рассказы. Роман «Человек идёт в гору» Нилин в 1939 году переработал в сценарий фильма «Большая жизнь». Тем не менее 2-я серия фильма, снятая после войны, была запрещена к показу и вышла на экраны только в 1958 году в переработанном виде.
Всеобщее признание пришло к Нилину главным образом благодаря повести «Жестокость» (1956), переработанной из рассказа 1946 года; речь в ней идёт о борьбе с преступностью, становлении и судьбах молодых людей в 1920-е годы.
Выступал на расширенном заседании президиума правления Союза писателей СССР 27 октября 1958 года, осудившем Б. Пастернака, сказал, что надо помнить: у баррикады есть только две стороны.
Член правления СП СССР с 1971 года.
Похоронен в Москве на Ваганьковском кладбище.

## Семья
Жена — Матильда Юфит (1909—1993). В этом браке родились двое сыновей: Александр (род. 1940) — спортивный журналист, писатель, и  Михаил (род. 1945) — психолог, писатель, сценарист. Внук Викентий Нилин (род. 1971, Москва) — художник, фотограф, прозаик, поэт; номинант на Премию Кандинского (2008).

## Экранизации
- Большая жизнь (1939) — первая серия
- Большая жизнь (1946) — вторая серия
- Любимая девушка
- Две жизни (по рассказу «Жучка»)
- Жестокость
- Испытательный срок
- Через кладбище
- Единственная…
- Впервые замужем

## Оценки творчества
Сын Нилина — Александр — считал, что наиболее точной характеристикой творчества отца было написанное С. С. Смирновым предисловие к грампластинке с чтением Нилиным своего рассказа.

## Награды и премии
- два ордена Трудового Красного Знамени (28.10.1967; 2.07.1971)
- орден Дружбы народов (16.01.1978)
- медали
- Сталинская премия второй степени (1941) — за сценарий фильма «Большая жизнь» (1-я серия, 1939)

## Истории
К. Симонов встретил П. Нилина, несущего вещи в химчистку, и спрашивает: «Вещи краденые?» — «С чего это?!» — «Не печатаешься же, а есть-пить надо».

## Память
- В 2008 году к 100-летию Павла Нилина в г. Тулуне по инициативе иркутского поэта Г. Гайды была установлена мемориальная доска[6].